# 나와 마을
《나와 마을》(I and the Village)은 마르크 샤갈이 1911년에 제작한 작품이다. "나는 묘화(描畵)의 대상을 러시아에서 가지고 왔다. 그리고 파리는 그 위에 빛깔을 주었던 것이다"라고 샤갈은 말하였는데 사실에 있어서 파리에서 제작된 이 그림에도 갖가지 고향의 추억이 뒤범벅이 되어 있다.
소·바이올린·잉어·닭·꽃다발 등 모두 샤갈이 자랑으로 여기는 조형 언어이며, 그의 소는 이집트의 Himmelkuh(천국의 소)와 같이 행복한 상징이라고도 말한다.
여기에는 입체파에 대한 관심도 엿보이며 원형, 삼각형이 교차하는 형식이 두드러진다. 집과 농부가 거꾸로 서 있는 것도 과연 그다운 생각이며 이것은 하늘로 나는 인간이나 떨어진 목 등과 같아서 비합리를 유머러스하게 표현해 보인다. 그러나 에콜 드 파리의 많은 고향 상실자에게는 이러한 비합리적인 꿈만이 생활의 지주이며 신화였을 것이다.